# Parque nacional Bosque Epping
Bosque Epping es un parque nacional en Queensland (Australia), ubicado a 855 km al noroeste de Brisbane.  El Bosque Epping es el único hábitat natural que queda para el Wombat de nariz peluda del norte.

## Datos
- Área: 31,60 km²
- Coordenadas: 22°21′06″S 146°42′05″E / -22.35167, 146.70139
- Fecha de Creación: 1971
- Administración: Servicio para la Vida Salvaje de Queensland
- Categoría IUCN: IV

Véase también: Zonas protegidas de Queensland
- Datos: Q1262042